# Buhlener Viadukt
Der Buhlener Viadukt ist eine sechsbogige, 153 m lange und 30 m hohe Eisenbahnbrücke der stillgelegten Ederseebahn, zwischen den Ortsteilen Buhlen und Mehlen der Gemeinde Edertal im nordhessischen Landkreis Waldeck-Frankenberg (Deutschland).

## Geographische Lage
Der Viadukt überbrückt das Tal der Netze, einem Zufluss der Eder, und die Bundesstraße 485 etwa 1,5 km (Luftlinie) südöstlich von Buhlen bzw. 900 m östlich des Bahnhofs Buhlen und 800 m nordwestlich des Verkehrskreisels an der B 485 und der Landesstraße L 3383 bei Mehlen-Lieschensruh. Die Brücke befindet sich bei Kilometer 10,7 (von Bad Wildungen) der in diesem Teilabschnitt 1995 stillgelegten einspurigen Ederseebahn, dem Mittelabschnitt der Bahnstrecke Wega–Brilon Wald.

## Brückendaten
Die Bogenbrücke hat eine Gesamtlänge von 153 m zwischen den Außenkanten der Flügelmauern und ihre größte Höhe über der Talsohle ist rund 30 m. 33,66 m ihrer Gesamtlänge liegen in einer Geraden am östlichen Ende, der übrige Teil beschreibt einen nach Süden offenen Bogen von 700 m Radius. Sechs Brückenbögen von je 19,33 m bzw. 19,50 m lichter Weite und 7,5 m Pfeilhöhe überspannen das Tal. Die fünf Pfeiler haben Strebepfeiler mit einem Anlaufwinkel von etwa 1:11 an allen vier Seiten, sind in der Brückenkrümmung radial aufgestellt und stehen teilweise auf Fels und teilweise auf festem, sandigem Lehmboden. Der zweite und der vierte Pfeiler sind als Gruppenpfeiler ausgebildet, mit größerem Grundriss und Durchmesser als die drei anderen, um die Ausführung der Gewölbe in drei Abschnitten zu ermöglichen; allerdings wurden schließlich die vier westlichen Gewölbe doch gleichzeitig gebaut, um die Fertigstellung des Viadukts zu beschleunigen. Da die Oberkante der Brücke durchgängig eine Steigung von Ost nach West von 1:75 hat, sind die Gewölbe mit geneigten Kämpferlinien ausgeführt. Ausschließlich der bogenförmigen Widerlager über den Pfeilergesimsen beträgt die Spannweite der Gewölbe 18,2 m, die Pfeilhöhe 5,5 m. 
Die Brücke ist aus Stampfbeton. Der Kies dazu wurde mit einer Schmalspurbahn von der Eder zur Baustelle gebracht. Der Beton wurde dort mittels eines Aufzugs nach oben transportiert und dann entlang der Arbeitsgerüste an die gewünschte Stelle gebracht. Insgesamt wurden beim Bau 2810 m³ Fundamentbeton, 4730 m³ aufgehender Beton, 760 m³ Gewölbebeton, 650 m³ Füllbeton sowie 75 m³ Werksteine für Auskragungen und Abdeckplatten verbraucht. Etwa 5100 m³ Erde wurden für die Gründung der Pfeiler und Widerlager ausgehoben.
Dem Viadukt wurde ein noch heute sichtbares ansprechendes Äußeres gegeben, indem man die Ansichtsflächen mit Vorsatzbeton aus gefärbtem Zement versah: die Pfeiler, Gewölbe, Gesimse, Abdeckplatten und Brüstungen sind rötlich gehalten, die Stirnmauern über den Gewölben hellgrau und die Nischen in den Stirnmauern dunkelgrau.

## Geschichte
Der Viadukt wurde von September 1907 bis November 1908 von der Firma B. Liebold & Co. AG aus Holzminden erbaut, als Teil der am 1. Februar 1909 eröffneten Teilstrecke Bad Wildungen–Buhlen der Bahnstrecke Wega–Brilon Wald. Noch bis zum 27. Mai 1995 fuhren Züge über den Viadukt. Dann wurde die Strecke von Bergheim bis Korbach stillgelegt, nicht zuletzt wegen Baufälligkeit des Buhlener Viadukts. 
Der Abschnitt von Korbach bis zum Bahnhof Buhlen wurde in den Jahren von 2008 bis 2012 zum Ederseebahn-Radweg (Radfernweg R6) umgebaut. Der Buhlener Viadukt wurde wegen der hohen Kosten einer grundlegenden Sanierung nicht in den Radweg einbezogen, und dieser endet daher recht abrupt am Bahnhof Buhlen bzw. an der Kreisstraße K 34 von Buhlen nach Affoldern.